# Daniel Boateng
Daniel Jesse Boateng (* 2. září 1992 Londýn, Spojené království) je anglický fotbalista ghanského původu, který v současnosti hraje za Arsenal FC.

## Klubová kariéra

### Arsenal
Boateng vstoupil do Arsenalu v září 2003 ve věku jedenácti let a prošel celým mládežnickým systémem. 20. července 2009 odehrál první zápas za rezervu Arsenalu proti Lincolnu. V červenci 2010 podepsal s Arsenalem profesionální kontrakt. Za první tým debutoval v sezoně 2011-12, kdy nastoupil jako střídající hráč v utkání Carling Cupu proti Boltonu.